# Fireballet
Fireballet est un groupe américain de rock progressif qui fut actif de 1971 à 1976.

## Historique

### Débuts
Le groupe est fondé en 1971 sous le nom de Fireball Kids dans le nord du New Jersey, aux États-Unis,.
Fireballet s'oriente vers le rock progressif, s'inspirant des groupes homologues européens comme Genesis, Yes, Emerson Lake and Palmer et Gentle Giant,.
Il devient « l'un des joyaux de l'histoire du progrock américain », aux côtés de groupes comme Ambrosia, Pavlov's Dog, Kansas et Styx.

### Night on Bald Mountain
Le premier album du groupe, intitulé Night on Bald Mountain, enregistré au printemps 1975 au Broadway Recording Studio à New York et publié chez Passport Records, est produit par « un véritable père fondateur du prog rock : Ian McDonald, ancien membre de King Crimson et futur membre de Foreigner », qui joue également du saxophone et de la flûte sur certains morceaux de l'album,,.
Night on Bald Mountain est un des albums les plus aboutis du rock progressif américain, dominé par la suite de 19 minutes qui donne son titre à l'album,.
Cette suite intègre des arrangements de deux passages de la pièce symphonique Une nuit sur le mont Chauve de Modeste Moussorgski ainsi que d'un prélude pour piano de Claude Debussy, intitulé La Cathédrale engloutie. Elle est marquée par les envolées de synthétiseur de Frank Petto, par l'orgue de Bryan Howe et par les guitares de Ryche Chlanda mais également par un solo de saxophone de Ian McDonald (ex-King Crimson, McDonald & Giles, et Foreigner) qui produit l'album et joue du saxophone et de la flûte traversière sur certains morceaux.
L'album atteint la 151e place du Billboard 200.

### Two, Too...
Après les promesses de Night on Bald Mountain, le deuxième album intitulé Two, Too..., sorti l'année suivante, « n'a pas été aussi bien accueilli, malgré une photo de couverture amusante montrant les membres du groupe habillés en ballerines »,. 
Très décevant, cet album constitue le chant du cygne de Fireballet : les ventes sont en deçà des attentes de la maison de disques, Passport Records, et le groupe se sépare peu après, en raison du peu d'intérêt du public.

### Après Fireballet
En 2008, un album de compilation intitulé Fireballet sort sur un petit label indépendant, avec trois morceaux seulement : Carrollon, Atmospheres et bien sûr la longue suite Night on Bald Mountain.
Le batteur/percussionniste Jim Cuomo sort 4 albums solo entre 1982 et 2009, qui ne se vendent pas bien : Jim Cuomo, Game Play, Ejazz et Significant Bits, ce dernier avec le producteur Divag.
En 2019, le guitariste Ryche Chlanda joue avec le groupe de rock progressif britannique Nektar sur l'album The Other Side.

## Membres
Le groupe comprend cinq musiciens,, :
- Jim Como - chant, batterie, percussions, timbales, vibraphone, xylophone, glockenspiel, gong, cymbales, carillon tubulaire, triangle, Polymoog

- Bryan Howe - orgue Hammond, synthétiseur, Minimoog, saxophone, chant

- Ryche Chlanda - guitare acoustique et électrique, mandoline, guzheng, chant

- Frank Petto - piano, piano électrique, ARP 2600, Mellotron, séquenceur numérique Oberheim DS-2, Polymoog, accordéon, chant

- Martyn Biglin - basse, guitare 12 cordes

## Discographie
- 1975 : Night on Bald Mountain
- 1976 : Two, Too...
- 2008 : Fireballet - Compilation